# Теодоли, Марио
Марио Теодоли (итал. Mario Theodoli; 1601, Рим, Папская область — 27 июня 1650, там же) — итальянский куриальный кардинал. Генеральный аудитор Апостольской Палаты с 1 января 1642 по 13 июля 1643. Епископ Имолы с 17 октября 1644 по 19 февраля 1646. Кардинал-священник с 13 июля 1643, с титулом церкви Санти-Бонифачо-э-Алессио с 31 августа 1643 по 28 января 1649. Кардинал-священник с титулом церкви Санта-Мария-дель-Пополо с 28 января 1649 по 27 июня 1650.